# Kintinian
Kintinian est une ville et une sous-préfecture de Guinée, rattachée à la préfecture de Siguiri et la région de Kankan. 

## Population
En 2016, le nombre d'habitants est estimé à 133 472, à partir d'une extrapolation officielle du recensement de 2014 qui en avait dénombré 124 847.

## Personnalité
Sékouba Bambino (1964-), chanteur né à Kintinya.